# Гайнц Крей
Гайнц Крей (нім. Heinz Krey; 31 грудня 1921, Вісбаден — 23 травня 1943, Атлантичний океан) — німецький військовий інженер, лейтенант-цур-зее-інженер крігсмаріне. Кавалер Лицарського хреста Залізного хреста.

## Біографія
В грудні 1939 року вступив на флот. Пройшов підготовку на навчальному кораблі «Шлезвіг-Гольштейн» і мінному тральщику M-84. В липні 1941 року розпочав курс підводника, після якого восени був призначений на підводний човен U-567. В липні-листопаді 1942 року служив на U-703, здійснив 2 походи (разом 45 днів у морі). З січня 1943 року — головний інженер U-752, на якому здійснив 2 походи (разом 68 днів у морі).
23 травня U-752 був обстріляний ракетами британського торпедоносця «Свордфіш» з ескортного авіаносця Королівського ВМФ «Арчер». Під час нальоту загинув командир човна корветтен-капітан Карл-Ернст Шретер і Крей взяв командування на себе. Він наказав вцілілим морякам покинути човен, а сам залишився на борту, заклав вибухові заряди і підірвав човен, щоб той не дістався британцям. 17 членів екіпажу були врятовані, 29 (включаючи Крея) загинули.

## Звання
- Кадет (1 травня 1940)
- Фенріх-цур-зее-інженер (1 листопада 1940)
- Оберфенріх-цур-зее-інженер (1 листопада 1941)
- Лейтенант-цур-зее-інженер (1 квітня 1942)

## Нагороди
- Нагрудний знак мінних тральщиків (10 грудня 1941)
- Нагрудний знак підводника (28 вересня 1942)
- Залізний хрест 2-го і 1-го класу (22 травня 1943) — отримав 2 нагороди одночасно.
- Лицарський хрест Залізного хреста (4 вересня 1943, посмертно)